# Museu dels Sukuma
El Museu dels Sukuma està situat a Mwanza, Tanzània. Va ser dissenyat el 1968 i està dedicat a la preservació i exposició d'objectes relacionats amb la cultura Sukuma.
El museu i centre cultural dels Sukuma proporciona un punt focal artístic, espiritual, intel·lectual i comunitari per la cultura Sukuma, celebrant-ne i promovent-ne la creativitat tant tradicional com contemporània.